# Acrapex roseonigra
Acrapex roseonigra là một loài bướm đêm trong họ Noctuidae.